# 柳博芙·潘琴科
柳博芙·米哈伊利芙娜·潘琴科（烏克蘭語：Любов Михайлівна Панченко；1938年2月2日—2022年4月30日），乌克兰视觉艺术家和时装设计师。她同时也是乌克兰妇女联盟和六零人的成员，该团体由一群60年代的苏联艺术家组成，在赫鲁晓夫解冻期间复兴了许多乌克兰文化。

## 生平
1938年2月2日，柳博芙·米哈伊利夫娜·潘琴科日出生于乌克兰苏维埃社会主义共和国布查郊区亚布伦卡村。20世纪50年代末，她從基辅应用艺术学院刺绣系毕业后在裁缝坊工作，同时他也開始接觸到艺术領域。1968年，她決定进入乌克兰印刷学院图形系学习。20世纪60年代，她加入了创意青年俱乐部的文学部门。
潘琴科在设计与工程技术学院担任时装设计师时，创作了一系列水彩画、服装模特、刺绣图案、书籍图形屏保和绘画作品。她的许多刺绣還刊登在了《苏联妇女》。
潘琴科坚定的要求保留乌克兰文化。她会为合唱团绣乌克兰民族服装用作为反苏煽动和宣传而服刑的政治犯筹集资金帮。在她的努力下，基辅开始可以唱科利亚德卡颂歌和表演耶稣降生场景的木偶剧。然而，她的作品由于拥有浓重的乌克兰民间艺术氛围，因此她从未在苏联时期举办过展览。
2001年，潘琴科获得瓦西里·斯图斯奖。

### 死亡
俄罗斯入侵乌克兰后，潘琴科被迫在缺粮的情況下家里呆上一个月。俄罗斯军队撤离该市后，她被送往基辅的一家医院，在抢救一个月后失败，于2022年4月30日在那里去世，享年84岁。

## 作品展出
2008年，乌克兰国家文学博物馆举办了柳博芙·潘琴科的展览。人权活动家和诗人叶夫亨·斯韦尔斯丘克评价道：“这些作品明显带有天才的印记。她活在自己的世界中，向我们展示了这个世界。
2014年，乌克兰国家文学博物馆举办了“我的世界！”（«Світе мій!»）展览。

## 書籍
- Любов Панченко: повернення: альбом （页面存档备份，存于） / передм. Олена Лодзинська, Василь Перевальський, Діана Клочко ; упорядн. Олена Лодзинська, Любов Крупник ; переклад на англ. Ольга Грабар, Соломія Джаман, Олексій Плохотюк ; дизайн Олексій Чекаль. — Київ-Харків: Видавець Олександр Савчук, 2021. — 256 с., 270 іл. — ISBN 978-617-7538-74-4.

## 進一步閱讀
- Ovcharenko, Eduard.  [The return of Lyubov Panchenko]. TV channel I-UA. 2022-10-09  [2023-12-26]. （原始内容存档于2022-10-30）.
- Snow, Emily. . Daily Art Magazine. 2023-05-20  [2023-12-25]. （原始内容存档于2023-03-03）.